# Museo gregoriano profano
Il Museo Gregoriano Profano è uno dei Musei Vaticani ed ospita la raccolta di antichità che un tempo faceva parte del Museo Lateranense, oggi scomparso.

## Descrizione

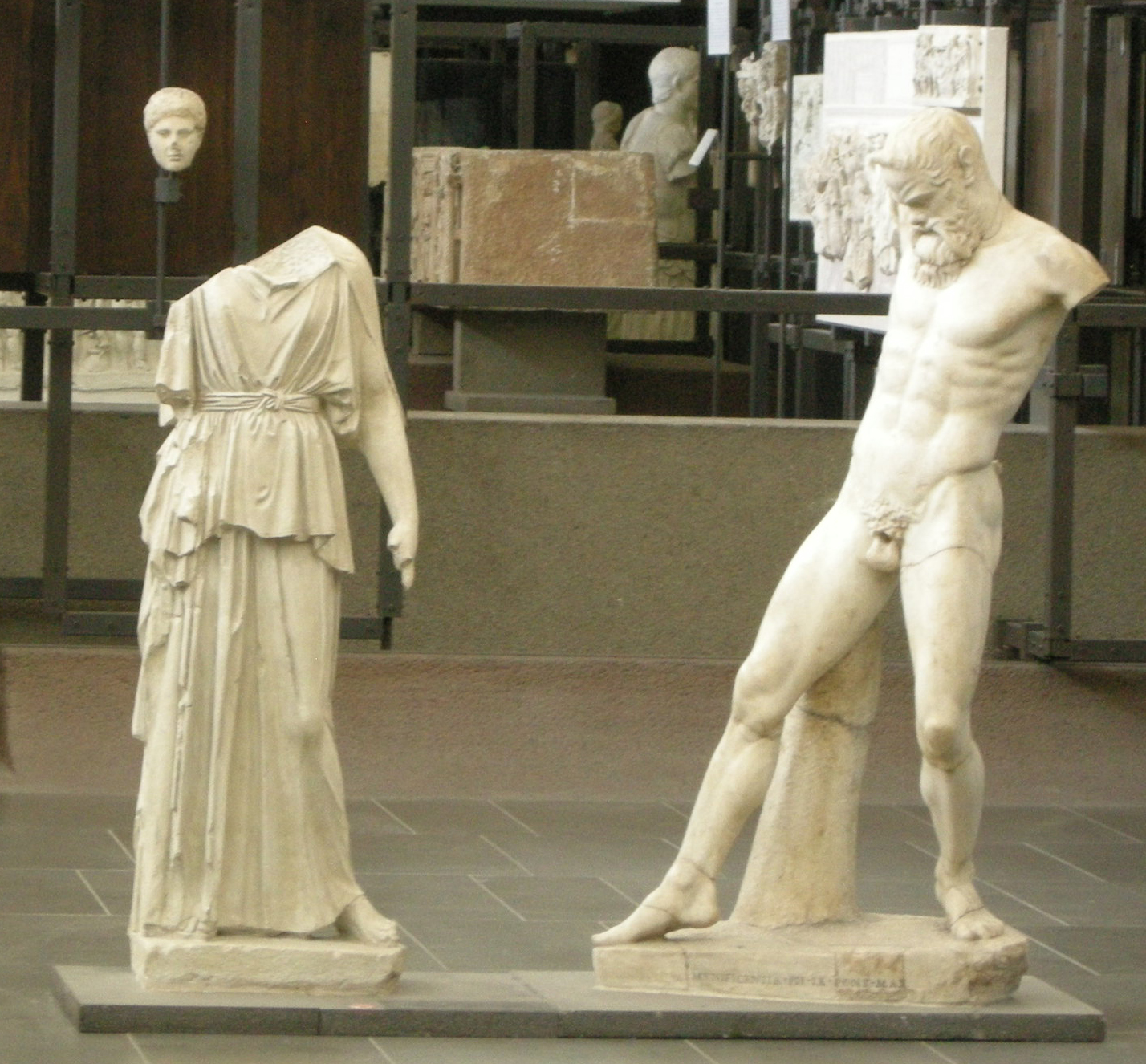
Atena e Marsia

Il museo fu fondato da Gregorio XVI nel Palazzo del Laterano nel 1844, e venne trasferito in Vaticano per volere di Giovanni XXIII e riaperto nel 1970.
Il museo comprende materiali che, per la maggior parte, provengono da scavi e ritrovamenti effettuati nello Stato Pontificio.
Si suddivide in cinque sezioni principali:
- Sezione I: raccoglie frammenti di sculture e di rilievi originali greci del V-IV secolo a.C.;
- Sezione II: raccoglie copie o rielaborazioni romane di età imperiale (I-III secolo d.C.) di originali greci;
- Sezione III: espone sculture romane del I secolo e dell'inizio del II, ordinate in ordine cronologico, soprattutto busti e are; tra esse l'Ara dei Vicomagistri;
- Sezione IV: è la galleria dei sarcofagi, ordinati per temi;
- Sezione V: espone opere di scultura romana del II e III secolo.

Tra le opere esposte, di notevole interesse sono le copie romane del gruppo Atena e Marsia di Mirone (circa 450 a.C.) e di un ritratto di Sofocle, da originale greco del IV sec.; inoltre ampio spazio è dedicato al reparto del lapidario ebraico, in cui sono raccolte 137 iscrizioni in greco o in latino su lastre sepolcrali provenienti dalla catacomba di Monteverde, scoperta nel 1602 ma esplorata nel 1904-1906, i cui reperti risalgono al I-III secolo d.C.